# Buata Malela
Buata Bundu Malela (ur. 21 kwietnia 1979 w Kinszasie) – kongijski literaturoznawca, pisarz, krytyk literacki. Specjalizuje się w literaturze porównawczej euro-afrykańskiej i afroamerykańskiej diaspory.

## Życiorys
Studiował w Belgii i we Francji. Stopień doktora uzyskał na Université Libre de Bruxelles (Bruksela) i na Université Paul Verlaine (Metz). Jego naukowe zainteresowania to studia postkolonialne, socjologiczne aspekty literatury Afryki i Karaibów, zagadnienie niewolnictwa w literaturze (francuskiej, angielskiej i amerykańskiej), literatura migracyjna oraz relacje między filozofią (afrykańską i zachodnioeuropejską) a literaturą wywodzącą się z terenów Afryki i Karaibów.
Jest autorem licznych studiów na temat twórców z terenów Afryki i Antyli Francuskich (René Maran, Léon G. Damas, Aimé Césaire, Edouard Glissant, Simone Schwarz-Bart, L. S. Senghor, itd.) oraz heksagonalnej Francji (Sartre, Derrida, Deleuze, etc.) Efektem jego naukowych zainteresowań jest książka na temat pisarzy Afryki i Antyli w ich relacji z paryskim światem epoki kolonialnej.
Obecnie wykłada w Instytucie Języków Romańskich i Translatoryki Uniwersytetu Śląskiego w Sosnowcu. Wykładał również w Katedrze Filologii Romańskiej Uniwersytetu Mikołaja Kopernika w Toruniu. 

## Publikacje

### Artykuły
- « ‘Comme le lamantin va boire à la source’. Le mythe de l’Afrique unitaire chez L.S. Senghor », Latitudes noires, 1, Paris, Homnisphères, 2003, pp.185-200.
- « Le rebelle ou la quête de la liberté chez Aimé Césaire », Revue Frontenac Review, 16-17, Kingston (Ontario), Queen’s University, 2003, pp.125-148.
- « Du "pays des Diallobé au pays des Blancs" : fait religieux et résistance dans L’Aventure ambiguë », dans François Durand et Jean Sévry, Faits religieux et résistances culturelles dans les littératures de l’ère coloniale, Cahiers de la SIELEC n°3, Paris, Kailash, 2005, p.204-219.
- « L'homme africain et son monde: perception et appréciation du réel africain : L’exemple de l’eau chez René Maran », Francofonía, n°14, 2005, pp.77-86.
- « Les écrivains afro-francophones de l’ère coloniale », dans Autour de la notion de champ, actes de l’école d’été Esse 4-9 juillet 2005, présentation de Nikos Panayotopoulos, Crète, Presse de l’Université de Crète, 2006, pp.131-133.
- « Pour une étude de la proximité et de la souffrance humaine dans les productions littéraires (2). Lecture croisée d’Éthiopiques de L. S. Senghor et des Nouveaux contes d’Amadou Koumba de Birago Diop », Francofonía, n°15, 2006, pp.123-134.
- « Les enjeux de la figuration de Lumumba. Débat postcolonial et discours en contrepoint chez Césaire et Sartre », Mouvements, n° 51, 2007/3, pp.130-141.
- « Mallarmé dans la modernité antillaise : lecture césairienne et discours en contrepoint », Cahiers Stéphane Mallarmé n°4, Peter Lang Verlag, 2007, pp.83-103.
- « De la nature caribéenne comme représentation et mode de proximité avec soi-même et le monde, Cahiers internationaux de symbolisme n°116-117-118, 2007, pp.85-100.
- « De Senghor à Glissant : Lecture croisée de deux positions dans le microcosme littéraire à Paris », dans Danièle Latin (dir.), Senghor en perspective dans le champ littéraire et linguistique, actes du colloque de Liège, 30 octobre 2006 à l’Université de Liège, Bruxelles, éd. De l’Université de Liège, 2008, pp.83-97

### Książki
- Les écrivains afro-antillais à Paris (1920-1960): stratégies et postures identitaires, Paris, Karthala, coll. Lettres du Sud, 2008
- Aimé Césaire. Le fil et la trame: critique et figuration de la colonialité du pouvoir, Paris, Anibwe, 2009
- Michael Jackson. Le visage, la musique et la danse : Anamnèse d’une trajectoire afro-américaine, Paris, Anibwe, 2012
- Buata B. Malela, Rémi Tchokothe & Linda Rasoamanana (dir.), Les Littératures francophones de l’archipel des Comores, Paris, Classiques Garnier, 2017, 428 p. ISBN 978-2-406-06238-7
- Buata B. Malela, Simona Jisa & Sergiu Miscoiu (dir.), Littérature et politique en Afrique. Approche transdisciplinaire, Paris, éditions du Cerf, coll. Patrimoines, 2018, 368 p. ISBN 978-2-204-12682-3
- Buata B. Malela, Andrzej Rabsztyn et Linda Rasoamanana (dir.), Les représentations sociales des îles dans les discours littéraires francophones, Paris, éditions du Cerf, coll. Cerf Patrimoines, 2018, 368 p. ISBN 978-2-204-12911-4
- Buata B. Malela et Alexander Dickow (dir.), Albert Camus, Aimé Césaire. Poétiques de la révolte, Paris, éditions Hermann, 2018, 366 p. ISBN 978-2-7056-9750-1
- Buata B. Malela, Aimé Césaire et la relecture de la colonialité du pouvoir avec Sartre, Fanon, Glissant, Kourouma, Badian, Schwarz-Bart, Dadié et Ouologuem, préface de Jean Bessière, Paris, Anibwe, coll. Liziba, 2019, 320 p. ISBN 978-2-916121-96-3